# Calemin
Calemin war ein spanisches Flächenmaß in Kastilien und galt zu den älteren Maßen gehörig.
- 1 Calemin = 768 Quadrat-Varas/Square-Varas
  - 1 Quadrat-Vara = 0,6987372 Quadratmeter

Die Maßkette war
- 1 Yugada = 50 Fanegada = 72 Aranzada = 600 Calemin = 18432 Cuartilla = 460800 Square-Vara